# Chodsigoa parca
Chodsigoa parca es una especie de musaraña de la familia Soricidae.

## Distribución geográfica
Se encuentra en el centro-sur de China y en el norte de indochina (Birmania, Tailandia y Vietnam).